# Maj-Britt Håkansson
Maj-Britt Håkansson, numera May-Britt Frati, född 29 mars 1919 i Göteborg, är en svensk skådespelare och senare restauranginnehavare.
Håkansson kom från Göteborg och flyttade vid 20 års ålder till Stockholm med sina föräldrar, som öppnade hotell. Hon sökte in på Dramatens elevskola och blev antagen i augusti 1939. Hon spelade i filmroller 1939-1943 och i teaterroller.
Hon flyttade 1955 till Los Angeles i USA och öppnade 1959 restaurangen Konditori Scandinavia i Beverly Hills, som hon drev till 1983. Hon bor i Palm Desert under den svenska vintern och i Sverige resten av året.
Håkansson har varit gift fyra gånger, första gången 1941–1944 med skådespelaren George Fant. Andra gången var 1945 med löjtnanten vid Flygvapnet, Anders Grönberger (1918–2001), som var god vän med Carl Gustav von Rosen, som lockade med Grönberger till Etopien för att hjälpa till att bygga landets flygvapen, samtidigt som Håkansson följde med under ett drygt års tid. Tredje gången var 1951 i London med skådespelaren Curt Masreliez och slutligen från 1965 med restaurangmannen Luciano Frati. Hon har en son. 2025 fyllde Håkansson 106 år.

## Filmografi
- 1939 – Frun tillhanda
- 1939 – I dag börjar livet
- 1940 – Gentleman att hyra
- 1940 – Snurriga familjen
- 1941 – Hem från Babylon
- 1942 – Bambi
- 1942 – Vi hemslavinnor
- 1942 – Farliga vägar
- 1943 – I brist på bevis
- 1943 – Kvinnor i fångenskap

## Teater

### Roller
| År   | Roll           | Produktion                                                                       | Regi             | Teater                   |
| ---- | -------------- | -------------------------------------------------------------------------------- | ---------------- | ------------------------ |
| 1940 | Kammarjungfrun | Den lilla hovkonserten (Das kleine Hofkonzert) Toni Impekoven och Paul Verhoeven | Rune Carlsten    | Dramaten                 |
| 1943 | Yvonne Tardif  | Jag har rätt att älska (La femme en fleur) Denys Amiel                           | Per-Axel Branner | Nya Teatern              |
| 1943 | Marge Benson   | Sex i elden (Out of the Frying Pan) Francis Swann                                | Per-Axel Branner | Nya Teatern              |
| 1944 |                | Livet är ju härligt (The Time Of Your Life) William Saroyan                      | Per Knutzon      | Oscarsteatern            |
| 1948 | Rosemary       | Alltsedan paradiset (Ever since paradise) J.B. Priestley                         | Per-Axel Branner | Nya Teatern/ Riksteatern |